# Bráulio Mantovani
Bráulio Mantovani (São Paulo, julho de 1963) é um roteirista, escritor e assistente de direção brasileiro, autor do roteiro do consagrado filme Cidade de Deus, dirigido por Fernando Meirelles.

## Biografia
Formado em Língua e Literatura Portuguesa pela Pontifícia Universidade Católica de São Paulo e Pós-graduado em Roteiro Cinematográfico pela Universidade Autônoma de Madri, começou sua carreira em grupos de teatro, passando a escrever roteiros profissionalmente em 1987. Nesse mesmo ano, escreveu com Maria Bacellar, Carlota/Amorosidade. No início da década de 1990 trabalhou como assistente de câmera e posteriormente assistente de direção do polonês Zbig Rybczynski, em Nova Iorque, trabalhando nos telefilmes The Orchestra (1990),  Manhattan (1991) e Washington (1991). Também foi ator no teatro amador, experiência que  o ajudou a escrever personagens.
De volta ao Brasil, escreveu o roteiro do curta-metragem Palace II, em 2001, dirigido por Fernando Meirelles. A parceria se repetiu em Cidade de Deus, filme de longa-metragem de 2002, um dos maiores sucessos de público e crítica do cinema brasileiro. Aclamado internacionalmente, consagrou a ambos. Cidade de Deus foi indicado a quatro Oscars em 2004, incluindo Oscar de melhor roteiro adaptado para Bráulio.
Também escreveu a peça de teatro Menecma e o livro Perácio - Relato Psicótico

## Filmografia
- Pssica (2025)
- Reação em Cadeia (2021)
- Albatroz (2019)
- VIPs (2011)
- Tropa de Elite 2: O Inimigo Agora É Outro (2010) [2]
- Última Parada 174 (2008)
- Linha de Passe (2008)
- Chega de Saudade (2008)
- Tropa de Elite (2007) [3]
- Querô (2007)
- O Ano em que Meus Pais Saíram de Férias (2006)
- Nanoilusão (2005)
- Cidade dos Homens (2003)
- Cidade de Deus (2002)
- Palace II (2001)
- Brava Gente (2000)